# هارتس وار
هارتس وار (بالإنجليزية: Hart's War) هو فيلم دراما تم إنتاجه في الولايات المتحدة وصدر في سنة 2002. من بطولة بروس ويليس وكولين فاريل وترنس هوارد وكول هوسر.

## القصة
في زمن الحرب العالمية الثانية، وبالتحديد في بلجيكا عام 1944، حيث يقع معظم الجنود الأمريكيين في الأسر، ويحاول هؤلاء أن يقوموا بتنظيم طريقة الهروب من المعسكر بطريقة ذكية.

## طاقم التمثيل
- بروس ويليس - Colonel William A. McNamara
- كولين فاريل - 1st Lieutenant Thomas W. Hart
- تيرينس هوارد - 2nd Lieutenant Lincoln A. Scott
- كول هوسر - Staff Sergeant Vic W. Bedford
- مارتشيل يوريش - Obst. Werner Visser
- لينوس روش - Captain Peter A. Ross
- Vicellous Reon Shannon - 2nd Lieutenant Lamar T. Archer
- موري الاسترليني - Private First Class Dennis A. Gerber
- سام جاجر - Captain R. G. Sisk
- Scott Michael Campbell - Corporal. Joe S. Cromin
- روري كوكران - Sergeant Carl S. Webb
- Sebastian Tillinger - Private Bert D. "Moose" Codman
- Rick Ravanello - Major Joe Clary
- أدريان غرينيه - Private Daniel E. Abrams
- سام ورذينجتن - Cpl. B.J. 'Depot' Guidry

## الميزانية والإيرادات
بلغت تكلفة إنتاج الفيلم حوالي 70 مليون دولار بينما حقق أرباحا تقدر بـ 33076815 دولار.

## وصلات خارجية
- هارتس وار على موقع IMDb (الإنجليزية)
- هارتس وار على موقع ميتاكريتيك (الإنجليزية)
- هارتس وار على موقع روتن توميتوز (الإنجليزية)
- هارتس وار على موقع نتفليكس (الإنجليزية)
- هارتس وار على موقع قاعدة بيانات الأفلام العربية
- هارتس وار على موقع ألو سيني (الفرنسية)
- هارتس وار على موقع Turner Classic Movies (الإنجليزية)
- هارتس وار على موقع أول موفي (الإنجليزية)
- هارتس وار على موقع بوكس أوفيس موجو (الإنجليزية)
- هارتس وار على موقع فيلمافينيتي (الإسبانية)
- Hart's War (book synopsis) at The Mystery Reader